# What the Dead Men Say
What the Dead Men Say es el noveno álbum de estudio de la banda estadounidense de heavy metal Trivium. Fue lanzado el 24 de abril de 2020 a través de Roadrunner Records y fue producido por Josh Wilbur.

## Antecedentes y promoción
En febrero de 2020, la banda comenzó a publicar imágenes y videos crípticos relacionados con el álbum en sus páginas de redes sociales. El 25 de febrero, la banda publicó un video en sus páginas de redes sociales mostrando su nuevo sencillo "Catastrophist", que fue lanzado el 27 de febrero. Al mismo tiempo, la banda anunció el álbum en sí, la portada del álbum, la lista de canciones y fecha de lanzamiento.
Trivium realizó una gira en apoyo del álbum como acto de apertura de Megadeth y Lamb of God en su gira de verano de 2020 llamada "The Metal Tour of the Year". In Flames estaban listos para unirse a la gira como teloneros, pero posteriormente lo abandonaron y fueron reemplazados por Hatebreed.
El 9 de marzo, la banda mostró una vista previa de "IX" y "Scattering the Ashes" en un nuevo tráiler de "Spawn" de Mortal Kombat 11. El 26 de marzo, la banda lanzó su segundo sencillo y tema principal "What the Dead Men Say" y su correspondiente vídeo musical.
El 16 de abril, una semana antes del lanzamiento del álbum, la banda lanzó su tercer sencillo "Amongst the Shadows & the Stones". El 22 de abril, la banda lanzó el último sencillo "Bleed Into Me" antes del lanzamiento del álbum junto con su vídeo visualizador.

## Lista de canciones
Todas las canciones escritas y compuestas por Trivium. 
| N.º | Título                             | Duración |  |
| 1.  | «IX» (instrumental)                | 1:58     |  |
| 2.  | «What the Dead Men Say»            | 4:45     |  |
| 3.  | «Catastrophist»                    | 6:28     |  |
| 4.  | «Amongst the Shadows & the Stones» | 5:40     |  |
| 5.  | «Bleed Into Me»                    | 3:48     |  |
| 6.  | «The Defiant»                      | 4:29     |  |
| 7.  | «Sickness Unto You»                | 6:14     |  |
| 8.  | «Scattering the Ashes»             | 3:24     |  |
| 9.  | «Bending the Arc to Fear»          | 4:45     |  |
| 10. | «The Ones We Leave Behind»         | 4:56     |  |

| Bonus track (Japón) |                                   |          |  |
| N.º                 | Título                            | Duración |  |
| 11.                 | «Bleed Into Me» (acústico)        | 3:45     |  |
| 12.                 | «Scattering the Ashes» (acústico) | 3:04     |  |

## Personal
Trivium
- Matt Heafy – Guitarra y Voces
- Corey Beaulieu –  Guitarra
- Paolo Gregoletto –  Bajo
- Alex Bent –  Batería